# Begonia sibthorpioides
Espèce
Synonymes
- Begonia sibthorpioides var. sibthorpioides[1]

Begonia sibthorpioides est une espèce de plantes de la famille des Begoniaceae.
L'espèce fait partie de la section Heeringia.
Elle a été décrite en 1916 par Henry Nicholas Ridley (1855-1956).

## Répartition géographique
Cette espèce est originaire des pays suivants : Malaisie ; Thaïlande.

## Liste des variétés
Selon Catalogue of Life (23 février 2017) :
- variété Begonia sibthorpioides var. grandiflora
- variété Begonia sibthorpioides var. sibthorpioides

Selon World Checklist of Selected Plant Families (WCSP) (23 février 2017) :
- variété Begonia sibthorpioides var. grandiflora Craib (1931)
- variété Begonia sibthorpioides var. sibthorpioides

Selon Tropicos (23 février 2017) (Attention liste brute contenant possiblement des synonymes) :
- variété Begonia sibthorpioides var. grandiflora Craib
- variété Begonia sibthorpioides var. sibthorpioides